# Сектори на Букурещ
Букурещ е разделен на 6 административни сектора.
Всеки от тях има свой собствен кмет и секторен съвет. Решават въпроси от компетенцията на местното самоуправление – грижат се за улици, паркове, училища, почистване и пр.
| Сектор:          | Сектор 1 | Сектор 2 | Сектор 3 | Сектор 4 | Сектор 5 | Сектор 6 |
| Площ (км2)       | 67.5     | 32       | 34       | 34       | 30       | 38       |
| Население (2005) | 229 238  | 360 750  | 393 226  | 299 414  | 282 935  | 359 396  |